# تل الربع
تل الربع (تاريخيا كانت تسمى منديس ، باليونانية: Μένδης ) مدينة تاريخية تقع في شرق دلتا النيل كانت عاصمة مقاطعة (لخا) وهي المقاطعة السادسة عشر في مصر السفلى حتى نُقلت العاصمة في عصر مصر اليونانية الرومانية إلى مدينة ثمويس (تسمى اليوم تل التيماي). لا تبعد المدينتان عن بعضهما سوى عدة مئات من الأمتار فقط. كانت منديس أيضًا عاصمة مصر القديمة خلال حكم الأسرة التاسعة والعشرين التي حكمت مصر قرابة العشرين عامًا وكان أول ملوكها نفريتس الذي لعب دورًا كبيرًا في مقاومة الفرس وتقع على أحد فروع نهر النيل (الذي أصبح الآن طميًا) على بعد حوالي 35 كم شرق المنصورة.

## الموقع الحالي للتل
تقع مدينة منديس الآن في تلين متجاورين هما (تل الربع) و (تل تمي الأمديد)، ويقع تل الربع تحت قرية الربع الحالية التي تبعد عن (تل تمي الأمديد) بحوالي نصف كيلو متر.
ذكرت النصوص المصرية القديمة أن المدينة كانت تعرف قديما باسم (بر- با- نب- جدت) بمعنى (مقر الكبش سيد جدت) فقد كانت جدت مقرًا لعبادة «الاله آمون-رع» في صورة الكبش المقدس وعرف باسم «الكبش سيد منديس»، وتم اتخاذ منديس عاصمة للبلاد في عصر الأسرة التاسعة والعشرين حيث اتخذها ملوك هذه الأسرة عاصمة دون نزاع مع ملوك الأسرة الثامنة والعشرين وقد كان ملوك الأسرة التاسعة والعشرين من مدينة منديس فأرادوا اتخاذها عاصمة لهم، وجاءت نهاية منديس كعاصمة بتولي الملك (نختنبو الأول) الحكم وتأسيس الأسرة الثلاثين واتخاذ مدينة سمنود عاصمة لملكه.